# Кашіріарі (газоконденсатне родовище)
Кашіріарі — гігантське газоконденсатне родовище на південному сході Перу у департаменті Куско. Станом на 2016 рік найбільше родовище в історії країни. Відноситься до нафтогазового басейну Southern Ucayali.

## Опис
Відкриття Кашаріарі сталось у 1986 році за допомогою свердловини CR-1, спорудженої компанією SEPP (Shell Exploradora y Productora del Peru). Поклади вуглеводнів знайдені у відкладеннях формацій Vivian, Chonta,  Upper Nia (крейда)  та Lower Nia, Noi і Ene (перм). Найбільші запаси (станом на 2011 рік біля третини) виявлено у пісковиках формації Vivian, які були утворені припливними процесами в прибережній зоні. Пісковики Upper Nia утворились внаслідок алювіальних, а Noi та Ene — еолових процесів.  
До середини 1990-х років в межах дорозвідки були пробурені ще дві свердловини CR-2 (з трьома боковими стволами) та CR-3. Незважаючи на позитивні результати, в 1998 році компанія Shell вирішила вийти з перуанського проекту, зокрема, через нестабільну військово-політичну ситуацію в країні. За два роки до родовищ блоку 88 взявся новий консорціум у складі аргентинських  Pluspetrol (36 %) та Tecpetrol (10 %), американської Hunt Oil (36 %) та південнокорейської SK Corporation (18 %).
За наданим на початку 2009 року висновком компанії Gaffney, Cline&Accociates, запаси Кашіріарі складали: за категорією Р1 (підтверджені)  136 млрд м³ газу і 270 млн барелів ЗНГ та конденсату, за категорією 2Р (підтверджені+ймовірні) 178 млрд м³ газу і 350 млн барелів ЗНГ та конденсату. Тим часом продовжувався процес дорозвідки родовища та введення його в експлуатацію. Були пробурені нові свердловини CR-1001D, CR-1002D (2008 рік), CR-1004D, CR-1006D (2009), CR-1005D з боковим стовбуром ST-1, CR-1007D, CR-1008D (2010). Це дало змогу уточнити розміри залишкових запасів вуглеводнів, які згідно з висновком  компанії DeGolyer&MacNaughton станом на кінець 2011 року складали за категорією Р1 269 млрд м³, за категорією 2Р 287 млрд м³.
Газ родовища окрім метану (83-84 %), містить велику кількість етану (понад 8 %), пропану та бутану (понад 4 %) та до 3 % фракцій С5+.
Першим у 2004-му ввели в розробку родовище Сан-Мартін, розташоване північніше від Кашіріарі. Останнє ж розпочало давати продукцію у 2009 році. Район згаданих родовищ розташований у верхів'ях Амазонки в районі Bajo Urubamba, в басейні річки Урубабма. Вона є головною транспортною артерією регіону, при цьому навігацію з листопаду по березень ускладнюють затяжні дощі. Доставка вантажів до Кашаріарі можлива від розташованого у 20 км на річці базового табору Las Malvinas.
Продукція транспортується до споживачів через газопровід Камісеа – Ліма та трубопровід для ЗНГ Камісеа — Піско (Камісеа — загальна назва проекту з освоєння родовищ газу в басейні Ucayali).